# 董海舟
董海舟（1953年—），汉族，中华人民共和国政治人物、第十一、十二届全国政协委员。
加入中国共产党，历任天津市国家安全局局长。2005年2月，出任中华人民共和国国家安全部党委委员、政治部主任。2006年8月，升任国家安全部副部长。2008年，当选第十一届全国政协委员，代表特别邀请人士，分入第五十八组。2013年，当选第十二届全国政协委员，代表对外友好界。